# Pterostenella plumatilis
Pterostenella plumatilis is een zachte koraalsoort uit de familie Primnoidae. De koraalsoort komt uit het geslacht Pterostenella. Pterostenella plumatilis werd in 1857 voor het eerst wetenschappelijk beschreven door Milne Edwards. 